# Bourdon
Bourdon, a.s. je české rodinné nakladatelství se sídlem v Praze. Založil ho Ivan Pilip v roce 2012.

## Zaměření
Nakladatelství Bourdon (z francouštiny česky čmelák) se zaměřuje zejména na beletrii, biografii a literaturu faktu. Rozšiřuje se i do dalších žánrů – od true crime nebo sci-fi až po detektivní a historické romány. Vydává knihy českého spisovatele Patrika Hartla, do roku 2014 švagra zakladatele nakladatelství Ivana Pilipa. Zároveň také pod záštitou programu Kreativní Evropa přináší zajímavé tituly z prostředí menších evropských jazyků.
Kromě Patrika Hartla vydává i řadu jiných českých autorů, jako jsou Simona Votyová, Tomáš Klvaňa, Kateřina Chalupníková (MaminkOFF), František Kalenda, Petr Jantač, Jan Vávra a další.
Z řad zahraničních autorů Bourdon vydal překlad autobiografie herce Matthewa Perryho a zpěvačky Britney Spears. Dále pak knihy od světoznámých autorů jako Maria Vargase Llosy, Santiaga Posteguilla, Joshe Havena, Kerstin Ekmanové, Roberta Ampuera, Roberta D. Kaplana a další. Nakladatelství Bourdon se zhostilo i vydání kontroverzní knihy Abigail Shrierové Nevratné poškození, které vzbudilo diskuze nejen v České republice, ale po celém světě.

## Historie
Nakladatelství Bourdon je rodinná firma, která vznikla v roce 2012. První vydanou knihou byl v roce 2012 Prvok, Šampón, Tečka a Karel od Patrika Hartla. V roce 2014 firma expandovala a o rok později vyhrála kniha Malý pražský erotikon od autora Patrika Hartla první ocenění – Český bestseller. Všechny následující knihy Patrika Hartla získaly tentýž titul – Okamžiky štěstí (2016), Nejlepší víkend (2018), 15 roků lásky (2021) a Gazely (2023). Roku 2022 nakladatelství Bourdon ukončilo projekt Kreativní Evropa, pod kterým vydalo za podpory Evropské unie sedm knih přeložených z menšinových evropských jazyků. V roce 2023 získalo ocenění Český bestseller za biografii Matthewa Perryho. Téhož roku překročilo hranici milion prodaných výtisků všech Hartlových knih. 

## Ocenění
- 2014 – Patrik Hartl: Malý pražský erotikon (Český bestseller)[11]
- 2016 – Patrik Hartl: Okamžiky štěstí (Český bestseller)[12]
- 2018 – Patrik Hartl: Nejlepší víkend (Český bestseller)[13]
- 2021 – Patrik Hartl: Prvok, Šampón, Tečka a Karel (Český bestseller za nejprodávanější audioknihu)[14]
- 2021 – Patrik Hartl: 15 roků lásky (Český bestseller)[14]
- 2022 – Matthew Perry: Přátelé, lásky a ten ohromný průšvih (Český bestseller za žánr Biografie)[15]
- 2023 – Patrik Hartl: Gazely (Český bestseller)[16]